# Hingham (condado de Plymouth, Massachusetts)
Hingham é um lugar designado pelo censo localizado no condado de Plymouth no estado estadounidense de Massachusetts. No Censo de 2010 tinha uma população de 5.650 habitantes e uma densidade populacional de 690,34 pessoas por km².

## Geografia
Hingham encontra-se localizado nas coordenadas 42° 13′ 59″ N, 70° 53′ 22″ O. Segundo a Departamento do Censo dos Estados Unidos, Hingham tem uma superfície total de 8.18 km², da qual 8.02 km² correspondem a terra firme e (2.03%) 0.17 km² é água.

## Demografia
Segundo o censo de 2010, tinha 5.650 pessoas residindo em Hingham. A densidade populacional era de 690,34 hab./km². Dos 5.650 habitantes, Hingham estava composto pelo 96.8% brancos, o 0.3% eram afroamericanos, o 0.23% eram amerindios, o 1.01% eram asiáticos, o 0.02% eram insulares do Pacífico, o 0.27% eram de outras raças e o 1.38% pertenciam a duas ou mais raças. Do total da população o 0.97% eram hispanos ou latinos de qualquer raça.